# 奧林匹克大戰
奧林匹克大戰（法語：Choc des Olympiques）指位於法國同名為奧林匹克的奧林匹克里昂與奧林匹克馬賽兩主要足球俱樂部之間的同城德比。由於兩俱樂部在法國足球中的影響力很高，在法甲聯賽中皆有連贏賽季冠軍4次的紀錄，並且同時擁有眾多球迷，在聯賽期間定期碰頭，因此成為法甲賽季中特別受注目的競賽之一。

## 歷史
奧林匹克里昂與奧林匹克馬賽兩隊首次對決於1945年9月23日，該場比賽最後以1-1平手。1987年，自讓-米歇爾·奧拉斯成為里昂的會長後，里昂開始變得更具競爭性。1989年起，馬賽連續五年奪得法甲冠軍，然而因為馬賽主席貝爾納·塔皮爆發賄賂醜聞，馬賽第五次奪冠被剝奪資格，並被強制降級到法乙。1993年歐洲冠軍聯賽決賽期間，馬賽以1-0擊敗AC米蘭，奪得該屆冠軍。1990年至1991年法甲賽季期間，馬賽以7-0大比分擊敗里昂，這是馬賽獲勝的比賽場次中，比分差距最大的一場比賽。
自馬賽在1996年回到法甲後，里昂為了報之前0-7的恥辱，在1996年至1997年法甲賽季里昂主場熱爾蘭球場以8-0大比分擊敗馬賽，里昂球員所有進球都在比賽第55分鐘以前，該場比賽是里昂在法甲史上最大比分的勝利。20世紀初，里昂開始稱霸法甲聯賽，自2001年開始，里昂達成法甲冠軍7連霸的佳績，超越馬賽4連霸的紀錄，一舉刷新法甲紀錄。在這段期間，馬賽只在2006年至2007年賽季獲得亞軍。

## 著名賽事
- 馬賽 7–0 里昂（1991年1月13日）–馬賽在比賽中完全控制主導權，同時是馬賽於奧林匹克大戰獲勝的比賽場次中，比分差距最大的一場比賽。該場比賽也是帶領里昂升級至法甲後，首次以大比分落敗於馬賽。[3]

- 里昂 8–0 馬賽（1997年5月24日）– 該場比賽是1996年至1997年法甲賽季（英语：1996–97 French Division 1）最後一周賽程的比賽。阿蘭·卡維里亞（英语：Alain Caveglia）在比賽第1分鐘就穿越馬賽防線，踢進里昂的第1分。接下來里昂在27分鐘內踢進6球，給馬賽致命的一擊，上半場就以7-0結束。比賽第54分鐘，踢進里昂第8分，這是該場比賽最後一顆進球。久利同時在該場比賽達成帽子戲法成就。[4]

- 馬賽 1–4 里昂（2006年10月22日）– 馬賽在2000年後開始拋開賄賂陰影，並在2002年到2003年賽季起漸漸重回積分榜前段排名。在2006年到2007年賽季初期，馬賽在9場比賽中只輸過1場比賽，當時認為馬賽有機會在奧林匹克大戰擊敗里昂。比賽第20分鐘，里昂儒尼尼奥·佩南布卡诺把握住自由球機會，踢進場上的第1球。下半場一開始，里昂年輕球員卡里姆·本澤馬從右路發起進攻，並在第48分鐘踢進里昂第2分。馬賽直到第70分鐘，靠著哈比布·巴莫戈（英语：Habib Bamogo）扳回一分，但是馬賽並沒有中止里昂的氣勢，反倒激起里昂球員的求勝心。儒尼尼奥在比賽第78分鐘，再度靠自由球機會踢進里昂第3分，此時馬賽主場球迷在看台上以噓聲和侮辱言語侮辱里昂球員。比賽結束前3分鐘，里昂踢進1球，助里昂在客場以4-1擊敗馬賽。這是馬賽在三年內於主場韋洛德羅姆球場，以1-4遭里昂羞辱，上一場則是在2003年11月9日。[5]

- 馬賽 2–1 里昂（2007年1月31日）– 該場比賽是2006年至2007年法國盃（英语：2006–07 Coupe de France）16強賽，里昂在第18分鐘靠克里斯的自由球首開大門。在接下來的比賽，馬賽一直沒有得分，在比賽中獲勝的機會越來越小。然而在進入傷平補時前2分鐘，馬賽米克爾·帕基斯（英语：Mickaël Pagis）踢進1球，將比數扳回1-1。在比賽第90分鐘進入傷平補時時，馬賽馬馬杜·尼昂（英语：Mamadou Niang）靠著隊友的傳球，踢進馬賽第2分，助馬賽獲得晉級資格。里昂被視為在比賽結束前最會得分並獲勝的球隊，然而在這場比賽中馬賽卻以此方式擊敗里昂。馬賽最後打進該屆法國盃決賽，並與索肖以2-2踢和，最後在PK大戰以4-5落敗。[6]

- 里昂 1–2 馬賽（2007年11月11日）– 在賽前，里昂在賽季排名前5，同時馬賽正在排名後段，雖然馬賽在9月更換總教練，然而仍在與降級艱苦奮鬥。該場比賽在里昂主場舉行，里昂球員受到主場球迷的歡呼。比賽第7分鐘，儒尼尼奥·佩南布卡诺踢進1球，然而馬賽馬馬杜·尼昂（英语：Mamadou Niang）很快地將比數扳回。接著里昂球員開始猛攻馬賽大門，包括卡里姆·本澤馬的幾次射門，都被馬賽守門員阻擋下來。比賽第43分鐘，尼昂再度踢進1球，助馬賽將比數超前。雖然里昂在下半場握有主導權，但仍然讓馬賽獲得勝利，這是里昂自2004年4月法甲以來，於主場熱爾蘭球場首次落敗。[7]

- 馬賽 3–1 里昂（2008年4月6日）– 艾瑞克·格雷茨（英语：Eric Gerets）接掌馬賽總教練一職5個月後，馬賽成績開始止跌回升，並有機會爭取歐冠聯賽資格。里昂雖然在本季中後期一直在聯賽排名第1，但位居第二的波爾多後來居上，將差距持續縮小。比賽開始時，馬賽球員在主場優勢加成下，積極進攻里昂大門，上半場馬馬杜·尼昂（英语：Mamadou Niang）與分別各攻進1球。里昂則在上半場快結束時，靠的1球才取回1分，上半場最後以2-1馬賽領先。下半場尼昂再進1球，終場馬賽以3-1取勝。[8]

- 里昂 0–0 馬賽（2008年12月14日）– 整場比賽過程並不亮眼，唯一亮眼的是剛從里昂轉隊至馬賽的。本阿爾法曾在里昂效力7年，並在2008年夏季轉會至馬賽。在賽前，本阿爾法宣稱里昂不是一個他理想的球隊。結果，當本阿爾法觸碰球或是距球不到數英吋時，都被球迷以噓聲侮辱，比賽第80分鐘時，本阿爾法在飽受噓聲下被替換下場。[9]

- 馬賽 1–3 里昂（2009年5月17日）– 在里昂稱霸法甲多年後，法國足球的影響力開始轉向漸漸轉向馬賽。本賽季是馬賽在法甲排名超越里昂，並在此情況下進行對抗賽。這是艾瑞克·格雷茨（英语：Eric Gerets）接掌馬賽總教練後首次帶領馬賽排名法甲賽季第一，但此時馬賽與排第二名的波爾多差距甚小，而排名第三的里昂，也在嘗試縮小與馬賽的差距。比賽上半場，卡里姆·本澤馬就替里昂拿下2分。比賽第90分鐘時，在前里昂球員西爾萬·維爾托德替馬賽追回1分後，儒尼尼奧·佩南布卡諾再替里昂拿下第3分，最後比賽以3-1里昂獲勝。這是自2007年1月後，里昂在法甲聯賽擊敗馬賽。馬賽在此次比賽挫敗後，不僅縮小與波爾多的差距，最後兩星期還被波爾多超前，賽季結束時馬賽僅以排名第2收場。此次比賽總共有293萬觀眾注目，成為法甲史上最受關注的比賽。[10]

- 里昂 5–5 馬賽（2009年11月8日）– 此次比賽正好在兩隊在2009/10賽季歐洲冠軍聯賽分組賽賽程告一段落沒多久時舉行，里昂剛以1-1與利物浦打平，而馬賽以6-1擊敗蘇黎世。里昂此時只差1場勝差便能追上排名賽季第1的馬賽，而馬賽則需要獲勝才能持續保持賽季第1。比賽剛開始3分鐘時，迅速地替里昂拿下第1分。8分鐘後，馬賽蘇利文尼·迪亞華拉（英语：Souleymane Diawara）靠著角球攻勢追回1分。然而僅僅3分鐘後，靠著左腳爆發性能力以及神奇地運球，拿下里昂第2分。上半場結束前，馬賽中場貝諾伊特·謝魯（英语：Benoît Cheyrou）朝里昂大門射門，里昂守門員由於處理不乾淨，導致球破門而入，迫使比賽再度回到平手階段。下半場一開始沒多久，馬賽靠著馬馬杜·尼昂（英语：Mamadou Niang）的助攻與的射門，以3-2暫時超前里昂。比賽第79分鐘，馬賽白蘭度（英语：Brandão (footballer, born 1980)）射門得分，將比數擴大為4-2。僅過數分鐘，里昂利桑德羅·洛佩斯穿越馬賽防守，馬賽守門員試圖以撲倒方式阻擋，但球飛越曼丹達身子直接進入大門，此時比分為4-3，馬賽暫時領先。里昂得分後4分鐘，因馬賽後衛一個禁區內手球嫌疑，裁判史蒂芬·布雷（英语：Stéphane Bré）判給里昂一個12碼罰球機會，在利桑德羅的操刀下，比分被扳回為4-4平手，該球讓里昂得以在接近傷停補時有獲勝的一絲希望。在傷停補時前1分鐘，靠著利桑德羅、皮亞尼奇、巴斯托斯不可思議地組合，巴斯圖斯踢進驚奇地一球，里昂再度將比數超前。然而里昂的勝利並沒有繼續維持到終場，在終場前，由於兩隊在里昂大門前混戰時，不小心讓球進入里昂大門，該進球讓兩隊比數變成5-5，比賽終場就以兩隊5-5平手收場。[11] 最後一顆進球原本記在馬賽中場上，但最後被撤銷，並記在里昂後衛的烏龍球上。該場比賽在賽後被熱烈討論，並成為法國足球史上最好的比賽之一，同時也是2009年足球賽季內最熱門的一場比賽。[12][13][14]

- 里昂 3–2 馬賽（2011年5月8日）–該場比賽大致上與兩年前相同，里昂與馬賽分別在賽前於歐洲冠軍聯賽分組賽賽程取得勝利，兩隊正都處於最佳狀態。比賽第25分鐘，里昂前鋒利桑德羅·洛佩斯從左翼運球至馬賽禁區，馬賽後衛蘇利文尼·迪亞華拉（英语：Souleymane Diawara）試圖阻止但被吹犯規，利桑德羅靠著這次12碼罰球機會，讓里昂打進這場比賽的第1球。比賽第69分鐘，當馬賽試圖在里昂半場嘗試將球送入禁區時，里昂球員將球截斷，並由前鋒的驚人運球與兩次假動作騙倒馬賽後衛，以左腳將球送入馬賽大門，此時比賽里昂以2-0領先。當里昂強大的氣勢席捲球場時，馬賽中場在比賽第70分鐘的臨門一腳，將比數扳回為2-1。如同之前的狀況，在執掌里昂總教練時，里昂經常在場上無法保留住勝利，而將勝場送給對手，而這場比賽也開始令人擔心該情形會再度復發。比賽第78分鐘，前里昂球員同時也是馬賽前鋒·雷米把握住角球攻勢，在無里昂球員看守下，將球踢進里昂大門，把比數扳回為2-2。在比賽結束前10分鐘，里昂獲得2次進球的最佳時機，並在第84分鐘兩隊在馬賽大門前混戰時，後衛克里斯把握住機會，神奇地將球打入馬賽大門，終場里昂就以3-2取勝。與2009年一樣，里昂在法甲的狀況不佳，但仍試圖挑戰當時排名第1的馬賽。但在數星期後，該季法甲第1由里爾拿下。[15]

- 馬賽 1-1 里昂（2015年9月20日）- 前馬賽中場在離開馬賽1年後，穿上里昂球衣回到韋洛德羅姆球場。瓦爾布埃納在賽前一點都不受歡迎，因為馬賽球迷認為他是一位叛徒。比賽第25分鐘，里昂前鋒把握住罰球機會，替里昂先馳得點。數分鐘後，馬賽前鋒罗曼·阿莱桑里尼（英语：Romain Alessandrini）一記危險地鏟球鏟倒瓦爾布埃納，之後阿莱桑里尼被紅牌罰出場。在下半場開場後，當瓦爾布埃納準備開角球時，不滿地馬賽球迷終於爆發，開始朝瓦爾布埃納扔紙張或玻璃瓶等危險物品進入場內，比賽也因而暫停15分鐘。比賽再度開始後，馬賽後衛卡里姆·把握住角球攻勢，以頭槌將球送入網中，比賽最後就以1-1平手收場。[16]

## 數據與紀錄
自2022年11月6日為止，兩隊在法甲共舉辦105場德比，里昂在法甲贏得36場，超過馬賽的29場。單場進球數最多比賽在2009年11月8日，該場比賽比分為5-5兩隊平手。兩隊最大勝差比賽在1997年5月24日，里昂以8-0大勝馬賽，超越7年前馬賽以7-0擊敗里昂的紀錄。在105場法甲競賽中，馬賽總共進167球，超過里昂的162球。

### 賽事統計
更新日期：2022年11月6日
| 競賽       | 獲勝次數（里昂） | 平手 | 獲勝次數（馬賽） | 進球數（里昂） | 進球數（馬賽） |
| ---------- | ---------------- | ---- | ---------------- | -------------- | -------------- |
| 法甲       | 36               | 40   | 29               | 167            | 162            |
| 法乙       | 0                | 0    | 2                | 0              | 2              |
| 法國盃     | 4                | 2    | 5                | 12             | 13             |
| 法國聯賽盃 | 1                | 0    | 1                | 2              | 2              |
| 法國超級盃 | 0                | 0    | 0                | 0              | 0              |
| 德拉戈盃   | 1                | 0    | 0                | 1              | 0              |
| 總計       | 42               | 42   | 37               | 182            | 179            |

## 外部連結
- 奧林匹克里昂官方網站 （页面存档备份，存于）（法文）
- 奧林匹克馬賽官方網站 （页面存档备份，存于）（法文）